# Worsley Old Hall

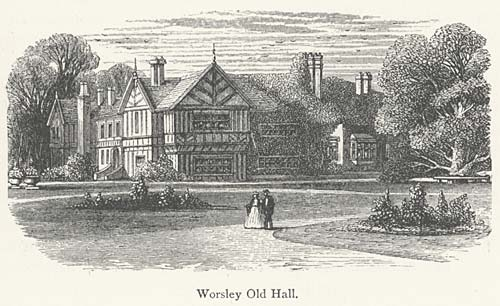
Worsley Old Hall um 1700

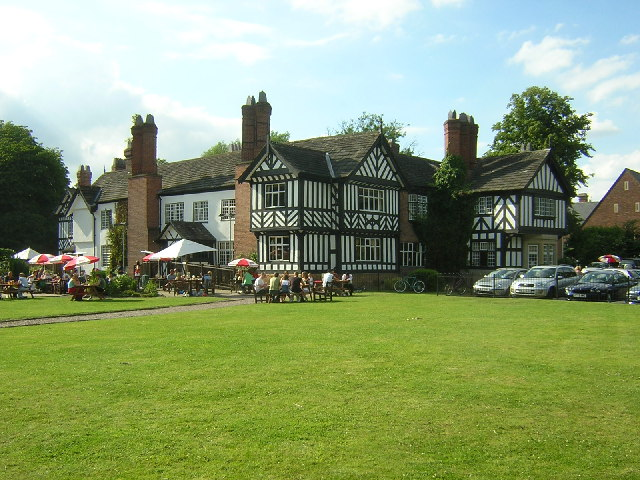
Worsley Old Hall

Worsley Old Hall ist das ehemalige Wohnhaus und Sitz des Earl of Bridgewater im Ortsteil Worsley von Salford, Greater Manchester in England. In diesem Gebäude wurde der 1761 eröffnete 66 Kilometer lange Bridgewater-Kanal von Francis Egerton, 3. Duke of Bridgewater geplant und der Bau des Kanals überwacht, der den Transport von seinen Kohlengruben in Worsley nach Manchester verbesserte.

## Geschichte
Das ursprüngliche Fachwerkhaus stammt aus dem frühen 16. Jahrhundert und wurde Anfang des 17. Jahrhunderts erweitert. Im 18. Jahrhundert wurde es umgebaut und der Ostflügel 1855 hinzugefügt. 1906 wurde ein Billardsaal eingerichtet. Im 20. Jahrhundert gab es weitere interne Veränderungen, vor allem in den 1990er Jahren, als es in ein Restaurant umgewandelt wurde.
Heute ist das Gasthaus und Restaurant am Walkden Road (A575) in Worsley ein beliebtes Ausflugsziel und zählt zu den touristischen Sehenswürdigkeit der Stadt. Es ist ein seit 1966 vom English Heritage als denkmalgeschütztes Gebäude (Reference no. 1288296) deklariert.  Im August 2013 wurde das Gebäude renoviert und im Dezember 2013 wiedereröffnet.